# Orquestra Simfònica d'Israel Rixon le-Tsiyyon
L'Orquestra Simfònica d'Israel Rixon le-Tsiyyon (OSI) (en hebreu: התזמורת הסימפונית הישראלית ראשון לציון) va ser fundada el 1988 a Rixon le-Tsiyyon. El 1989 va esdevenir l'orquestra resident de l'òpera israeliana de Tel-Aviv. Durant un breu període, l'orquestra va ser una de les organitzacions musicals capdavanteres i innovadores d'Israel. Com l'orquestra de l'òpera, l'OSI participa en totes les actuacions de l'òpera israeliana de l'òpera de Tel-Aviv i en les grans actuacions a l'aire lliure, coronades en els darrers anys amb actuacions en el Festival de Masada.
Entre els directors musicals de l'orquestra hi ha hagut Shimon Cohen, Noam Sheriff, Asher Fisch, Mendi Rodan, Dan Ettinger i James Judd. El recentment nomenat director musical i director principal és Dan Ettinger. El director general és Ofer Sela.
L'orquestra ofereix concerts familiars i actuacions especials per a joves, adults i membres de la comunitat. Les obres simfòniques, vocals i d'òpera de diverses èpoques musicals ha estat realitzades per directors i solistes aclamats internacionalment.
Per la seva dedicació en les obres originals israelianes, l'OSI ha estat guardonada amb el premi ACUM. Ha estat la primera orquestra d'Israel que ha interpretat públicament obres de Richard Strauss, Alexander von Zemlinsky i altres autors, l'orquestra té un paper important en esdeveniments locals, festivals i concerts, i crea un impacte comunitari vital de qualitat en els seus programes de música clàssica, música contemporània, cançons populars israelianes i música popular, dansa contemporània, art modern, cinema i altres mitjans de comunicació.
L'OSI ha recorregut els escenaris d'Europa, Xina i Amèrica del Sud, actuant en els més prestigiosos festivals i en sales de concert, rebent gran aclamació tant dels espectadors com de la premsa. L'OSI registra obres per a la ràdio i la televisió, i ha llançat una sèrie de discos compactes que inclou estrenes d'obres israelianes.